# 66885 Wangxiaomo
66885 Wangxiaomo è un asteroide della fascia principale. Scoperto nel 1999, presenta un'orbita caratterizzata da un semiasse maggiore pari a 2,9689367 au e da un'eccentricità di 0,0589956, inclinata di 9,81755° rispetto all'eclittica.